# Rilhac-Xaintrie
Rilhac-Xaintrie é uma comuna francesa na região administrativa da Nova Aquitânia, no departamento de Corrèze. Estende-se por uma área de 25,31 km². Em 2010 a comuna tinha 313 habitantes (densidade: 12,4 hab./km²).